# Holcocera adjutrix
Holcocera adjutrix é uma espécie de mariposa do gênero Holcocera pertencente à família Coleophoridae.